# François Treves
Jean François Treves (Bruxelas, 23 de abril de 1930) é um matemático estadunidense.
Nascido na Bélgica, filho de pais italianos, passou uma parte de sua infância na Bélgica e outra na Itália. Chegou à França em 1947. No período de 1948 a 1952 foi aluno de engenharia no Conservatoire des Arts et Métiers, o que lhe deu a oportunidade de abraçar a carreira matemática, uma vez que esta instituição não exigia diploma para a matrícula inicial. Continuou na França até 1958, quando concluiu seu doutorado na Universidade de Paris-Sorbonne, sob orientação do matemático francês Laurent Schwartz. Treves adquiriu a cidadania americana em 1972.
Desde 1958 atua como matemático nos Estados Unidos. Foi professor na Universidade da Califórnia em Berkeley, na Universidade Yeshiva de Nova Iorque, na Universidade de Purdue, atualmente professor aposentado da Universidade Rutgers. 
Seu campo de interesse são equações diferencias parciais.

## Biografia
Doutorado em 1958, orientado por Laurent Schwartz. Em seguida foi para os Estados Unidos, onde foi professor assistente na Universidade de Berkeley, de 1958 a 1960. Foi professor associado na Universidade Yeshiva, de 1961 a 1964, e de 1964 a 1970 professor na Universidade de Purdue. Desde 1970 foi professor na Universidade Rutgers, de onde se aposentou em 2005.
Recebeu o Prêmio Chauvenet em 1972, pela publicação on local solvability of linear partial differential equations, Bulletin da American Mathematical Society, 76:552, 1970. Sobre o problema em questão iniciou a trabalhar em 1962, juntamente com Louis Nirenberg, quando conjecturaram condições necessárias e suficientes, que resultaram serem verdadeiras após trabalhos de L. Nirenberg, F. Treves, R. Beals, C. Fefferman, R.D. Moyer, L. Hörmander, N. Lerner, N. Dencker. O problema foi-lhe proposto por Laurent Schwartz em 1955.
Recebeu em 1991 o Prêmio Leroy P. Steele, por seu livro Pseudodifferential and Fourier Integral Operators. Em 4 de junho de 2003 foi eleito membro estrangeiro da Academia Brasileira de Ciências, em 24 de abril de 2004 recebeu a Laurea Specialistica Honoris Causa in Matemática, pela Universidade de Pisa, e em 2011 foi eleito Membro Associado Honorário da Sociedade Brasileira de Matemática. Em janeiro de 2013, ganhou o título de Fellow da American Mathematical Society. 

## Obras
- Locally Convex Spaces and Linear Partial Differential Equations. Grundlehren der mathematischen Wissenschaften, Springer-Verlag 1967.
- Linear Partial Differential Equations with Constant Coefficients. Harwood Academic 1968.
- Introduction to Pseudodifferential and Fourier Integral Operators. 2 volumes, Kluwer/Plenum, Springer-Verlag 1980, 1981.
- Topological Vector Spaces, Distributions and Kernels. Dover 2006, ISBN 0-486-45352-9.
- Basic Linear Partial Differential Equations. Academic Press 1975, Dover 2006.
- Hyperfunctions and Hypoanalytic Manifolds., coautoria de P. D. Cordaro, Princeton, Annals of Mathematical Studies.
- Hypo-Analytic Structures – Local Theory. Princeton University Press.
- Homotopy Formulas in the Tangential Cauchy-Riemann Complex. Memoirs AMS 1990.